# Mesoglossum
Mesoglossum là một chi thực vật có hoa trong họ Orchidaceae.